# Mont de Berru
Le mont de Berru est  situé à 11 km à l’est de Reims au-dessus du bourg de la commune de Berru dont il tient son nom. Le mont de Berru est une butte-témoin détachée de la côte d'Île-de-France (butte avancée de la montagne de Reims). Elle surplombe d'une centaine de mètres la plaine crayeuse. Un complexe de bois, de broussailles, de pelouses, de petits marais et de mares remarquables recouvre le sommet de la butte et une partie de ses flancs.
Le mont de Berru est compris entre les trois villages du vignoble de Champagne que sont Cernay-lès-Reims, Berru et Nogent-l'Abbesse.

## Exploitation du sous-sol

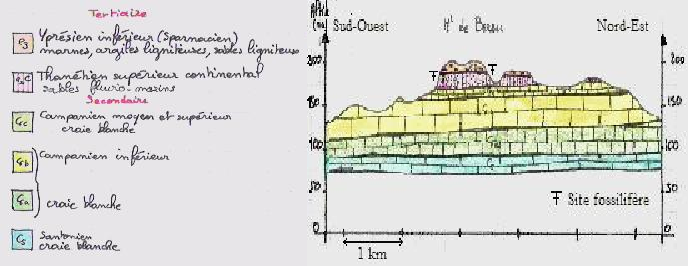
Carte géologique du mont de Berru.

Les sables ont été exploités intensément autour de Berru et en particulier les sables blancs, relativement purs, de la base des carrières qui étaient utilisés pour la verrerie. La dernière exploitation importante est fermée depuis 1975.
Les argiles ont été utilisées pour les tuileries à Verzenay et à Berru jusqu'au début du XXe siècle.
La meulière a été tirée pour moellons et pour l'empierrement sur les flancs du mont de Berru.

## Histoire
Le mont Berru dont les pentes sont tapissées de vignobles et le sommet couronné de bois constituait jadis un poste d’observation, un refuge pour les populations primitives de la contrée qui trouvaient des matériaux de construction abondants. Au XXe siècle, il a fait partie des hauteurs garnies d’ouvrages fortifiés destinés à protéger les approches du camp retranché de Reims.
Les ouvrages militaires suivants étaient disposés autour ou sur le mont Berru :
- le fort de Nogent-l’Abbesse qui faisant partie du système Séré de Rivières et a longtemps été aux mains des forces allemandes lors de la Première Guerre mondiale ;
- le fort dit « vigie de Berru », au sommet du mont Berru, construit en deux temps. La batterie fut édifiée entre 1876 et 1879, et la vigie entre 1880 et 1881. La batterie pouvait accueillir trois cents hommes, et la vigie une centaine. L'ensemble est encore propriété de l'Armée qui y a installé un centre de transmission dont les imposantes antennes dominent tout le massif ;
- le magasin sous roc du mont de Berru construit vers 1892[4].